# Limonia ayodhya
Limonia ayodhya är en tvåvingeart som beskrevs av Alexander 1966. Limonia ayodhya ingår i släktet Limonia och familjen småharkrankar.
Artens utbredningsområde är Sri Lanka. Inga underarter finns listade i Catalogue of Life.